# Rajd Monte Carlo 1975
Rajd Monte Carlo 1975 (43. Rallye Automobile de Monte-Carlo) – rajd samochodowy rozgrywany w Monaco od 15 do 23 stycznia  1975 roku. Była to pierwsza runda Rajdowych Mistrzostw Świata w roku 1975. Rajd został rozegrany na asfalcie i śniegu. 

## Wyniki końcowe rajdu[1]
| Msc. | Kierowca              | Pilot                | Samochód                 | Czas       | Strata      | Punkty |
| ---- | --------------------- | -------------------- | ------------------------ | ---------- | ----------- | ------ |
| 1.   | Sandro Munari         | Mario Mannucci       | Lancia Stratos HF        | 6h 25m 59s |             | 20     |
| 2.   | Hannu Mikkola         | Jean Todt            | Fiat 124 Abarth Spider   |            | +3m 06s     | 15     |
| 3.   | Markku Alen           | Ilkka Kivimaki       | Fiat 124 Abarth Spider   |            | +3m 47s     |        |
| 4.   | Fulvio Bacchelli      | Bruno Scabini        | Fiat 124 Abarth Spider   |            | +21m 03s    |        |
| 5.   | Jean-Francois Piot    | Jean de Alexandris   | Renault 17 Gordini       |            | +25m 16s    | 8      |
| 6.   | Jacques Henry         | Maurice Gelin        | Alpine-Renault A110 1800 |            | +26m 13s    | 6      |
| 7.   | Jean-Pierre Rouget    | Patrice Chonez       | Porsche 911              |            | +59m 01s    | 4      |
| 8.   | Guy Frequelin         | Christian Delferrier | Alfa Romeo 2000 GTV      |            | +1h 07m 31s |        |
| 9.   | Noel Labaune          | Jean Maurin          | Porsche 911              |            | +1h 20m 26s |        |
| 10.  | Christian Dorche      | Pierre Gertosio      | BMW 2002 Tii             | 7:49:25    | +1:23:26    |        |
| 11   | Michel Andre-Poyaud   |                      | Alpine-Renault A110      | 7:58:28    |             |        |
| 12   | Maciej Stawowiak      | Jan Czyżyk           | Polski Fiat 125p         | 7:58:35    |             |        |
| 13   | Claude Laurent        |                      | Citroën GS               | 8:01:55    |             |        |
| 14   | Auguste Turiani       |                      | Opel Ascona              | 8:08:23    |             |        |
| 15   | Anders Sigurdsson     |                      | Saab 96 V4               | 8:10:22    |             |        |
| 16   | Marian Bień           | Andrzej Turczyński   | Polski Fiat 125p         | 8:12:29    |             |        |
| 17   | Nicolas Koob          |                      | BMW 2002                 | 8:13:40    |             |        |
| 18   | Franco Berruto        |                      | Porsche Carrera          | 8:30:17    |             |        |
| 19   | Ali Sipahi            |                      | Fiat 128                 | 8:33:49    |             |        |
| 20   | Alain Follin          |                      | Alpine-Renault A110      | 8:35:44    |             |        |
| 21   | Leif Vold-Johansen    |                      | Saab V4                  | 8:43:49    |             |        |
| 22   | Jens Winther          |                      | BMW 2002                 | 8:46:34    |             |        |
| 23   | Bernard Donguès       |                      | Alfa Romeo 2000          | 8:52:14    |             |        |
| 24   | Enrico Rocca          |                      | Fiat 124 Abarth          | 9:03:47    |             |        |
| 25   | Patrick Beaudoin      |                      | Lancia Fulvia HF         | 9:11:30    |             |        |
| 26   | Tony Maslen           |                      | Ford Escort RS           | 9:24:23    |             |        |
| 27   | Hans-Michael Jelsdorf |                      | Opel Ascona              | 9:53:30    |             |        |

## Klasyfikacja producentów po 1 rundzie
| Lp | Producent      | Pkt. |
| -- | -------------- | ---- |
| 1  | Lancia         | 20   |
| 2  | Fiat           | 15   |
| 3  | Renault        | 8    |
| 4  | Alpine Renault | 6    |
| 5  | Porsche        | 4    |

- Uwaga: Tabela obejmuje tylko pięć pierwszych miejsc.